# Saint-Mard, Charente-Maritime
Saint-Mard là một xã trong tỉnh Charente-Maritime trong vùng Nouvelle-Aquitaine, tây nam nước Pháp. Xã Saint-Mard, Charente-Maritime nằm ở khu vực có độ cao trung bình 32 mét trên mực nước biển.